# Grzegorz Lech
Grzegorz Lech (ur. 10 stycznia 1983 w Kętrzynie) – polski piłkarz grający na pozycji pomocnika, związany głównie ze Stomilem Olsztyn. Bratanek Piotra Lecha.

## Przebieg kariery
Piłkarską karierę Lech rozpoczynał w Granicy Kętrzyn, z której w 1998 trafił do juniorów Stomilu Olsztyn. Po roku trenował już z seniorami, występował też w drużynie rezerw. W I lidze zadebiutował 21 kwietnia 2001 w meczu z Ruchem Chorzów, w którym w drugiej połowie zmienił Macieja Sawickiego. Drugie spotkanie w najwyższej klasie rozgrywkowej zaliczył 5 maja 2002 przeciwko Widzewowi Łódź – strzelił w nim honorowego gola dla swojej drużyny. Była to ostatnia bramka w dotychczasowych występach Stomilu w ekstraklasie. W tamtym czasie powołany został do reprezentacji olimpijskiej Polski. Po spadku Stomilu do II ligi Lech rozegrał w nim kilka meczów, a następnie przeszedł do klubu OKP Warmia i Mazury Olsztyn (utworzonego na bazie rezerw Stomilu i grup juniorskich tego klubu).
W 2004 OKP Warmia i Mazury zmienił nazwę na OKS 1945 Olsztyn. Lech grał w zespole przez pięć lat i był jego liderem, kapitanem oraz czołowym strzelcem. W 2009 roku przeszedł do Dolcanu Ząbki. Zadebiutował w drużynie 1 sierpnia owego roku w wygranym 4:1 meczu I ligi ze Stalą Stalowa Wola. W rundzie jesiennej sezonu 2009/2010 był podstawowym zawodnikiem Dolcana, strzelił również cztery bramki. 6 stycznia 2010 podpisał trzyletni kontrakt z Koroną Kielce. Pierwszego gola w jej barwach zdobył 6 maja 2011 w przegranym spotkaniu z Legią Warszawa (1:3). 4 lipca 2014 podpisał kontrakt z Arką Gdynia.
W 2015 piłkarz powrócił do Stomilu, gdzie występował do końca kariery piłkarskiej. 21 września 2020 objął stanowisko prezesa Stomilu, zastępując Wojciecha Kowalewskiego. Dzień później poinformował o zakończeniu sportowej kariery.
Od 1 lipca 2021 był asystentem trenera w Stomilu. W 2022 tymczasowo zastąpił Adriana Stawskiego na stanowisku pierwszego trenera, ale w związku z przełożeniem meczu z Resovią nie poprowadził zespołu w żadnym spotkaniu. W 2024 po odejściu Bartosza Tarachulskiego został pierwszym trenerem. Zespół nie utrzymał się jednak w II lidze. Po sezonie odszedł z klubu. W lipcu 2024 został asystentem trenera Polonii Warszawa. We wrześniu na kilkanaście dni przejął stery nad zespołem po odejściu Rafała Smalca, a do czasu zatrudnienia Mariusza Pawlaka.

## Życie prywatne
Żonaty z Magdaleną, ma syna Franciszka (ur. 2011).